# Jacob Herbstreith
Jacob (Jockel) Herbstreith (* 23. Juli 1763 in Waldau bei Neustadt im Schwarzwald; † 5. Mai 1845 in Eisenbach (Hochschwarzwald)) war ein deutscher Uhrmacher aus dem Schwarzwald.

## Leben
Jacob Herbstreith war der uneheliche Sohn von Jakob Herbstreith und Eva Riesle. Er wuchs im Föhrental, einem Seitental und Ortsteil der Gemeinde Glottertal im südlichen Schwarzwald, auf. Er ging als Uhrmacherlehrling nach Eisenbach (Hochschwarzwald), wo er auch Justina Stegerin kennenlernte und diese am 19. August 1791 heiratete. Außerdem erwarb er das Bürgerrecht in Eisenbach. 1792 kam ein Sohn zur Welt, der Bernhard genannt wurde und ebenfalls das Uhrmacherhandwerk erlernte und mindestens zeitweise bei seinem Vater arbeitete. Weil Jacob Schulden hatte, musste er sein Haus an seine Gläubiger zum Verkauf abtreten und zog dann „auf die Steig“ bei der Ravennaschlucht, damals zu Hinterzarten gehörend. Ab 1830 lebte er mit seiner Frau wieder in Eisenbach und war dort als Uhrmacher tätig. Er starb am 5. Mai 1845, nachdem seine Frau dort schon 1836 verstorben war.

## Werk

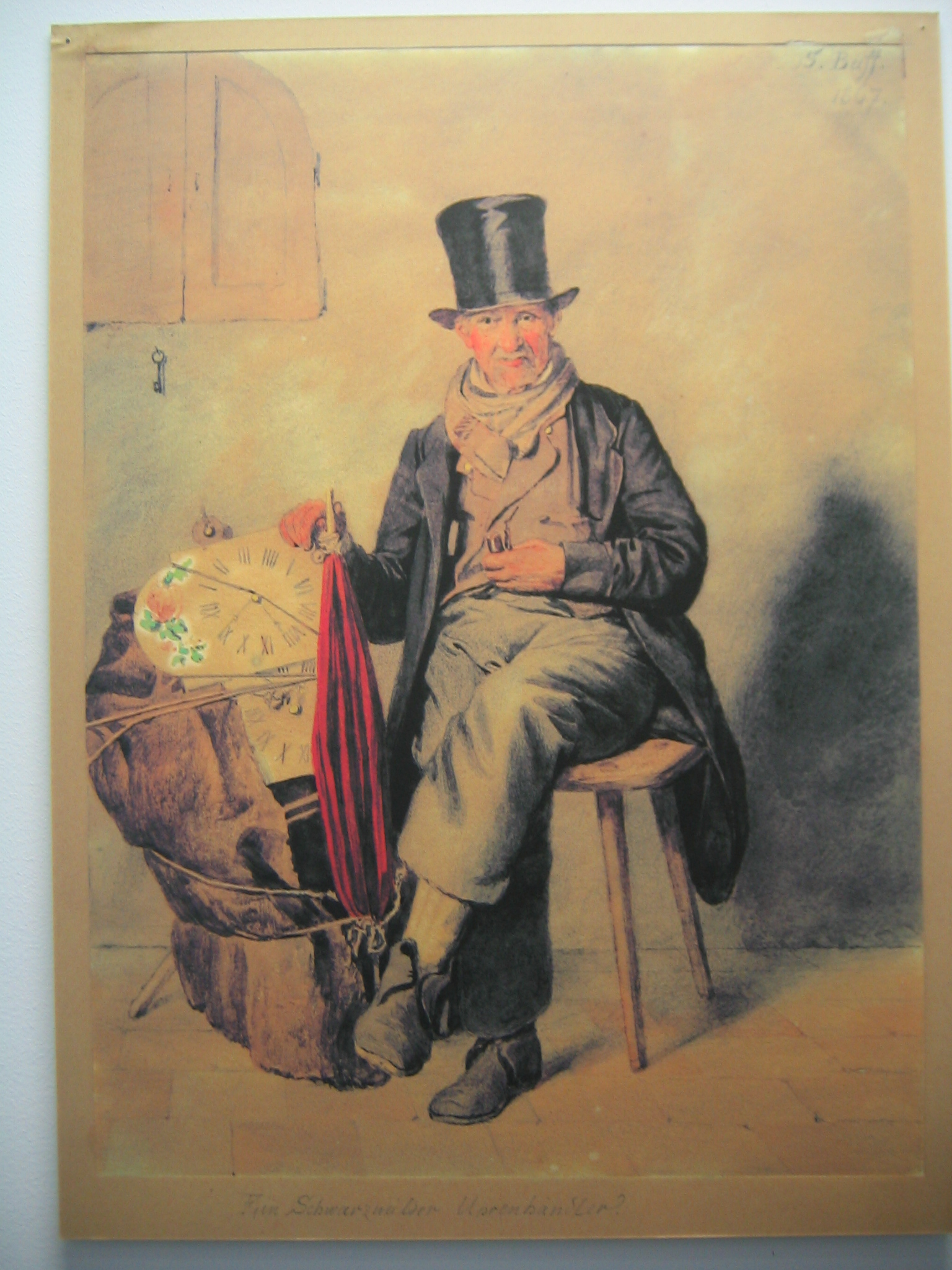
Uhrenträger, Gemälde 1867 von Sebastian Buff

Jacob Herbstreith, dessen Vorname im Dialekt zu Jockel wurde, entwickelte um 1790 einen Uhrentyp kleiner Schwarzwalduhren, die mit nur einem Gewicht für das Gang- und das Schlagwerk auskamen. Diese Uhren wurden dann nach ihrem „Erfinder“ Jockele-Uhren genannt. Die meisten Schwarzwälder Uhren benötigten zwei Gewichte. Außerdem waren die damaligen Wanduhren im Allgemeinen erheblich größer. Eine Spezialität der Jockele-Uhren war zusätzlich ihre geringe Größe (um 8 cm hoch, um 6 cm breit und 3–6 cm tief). Sie wurden im Gegensatz zu den Groß-Uhren meist komplett vom Uhrmacher gefertigt und unterlagen keiner Arbeitsteilung: Uhrwerk, Schlagwerk, Gehäuse und Uhrschild (Vorderseite mit Zifferblatt) entstanden in der Werkstatt aus einer Hand. Die Uhren waren mit verschiedenen Uhren-Schildern (Messing-, Blech-, Porzellan- oder geschnitzte Schilder) und in verschiedenen Ausführungen zu haben, nur mit Gehwerk, mit Geh- und Schlagwerk oder mit zusätzlichem Wecker. Die Absatzmärkte lagen neben den deutschen Ländern auch in England, Holland, Österreich, Italien und Spanien. Der Vertrieb lag großenteils in der Hand der Schwarzwälder Uhrenträger.